# Turniej olimpijski w piłce siatkowej mężczyzn 2012/Finał
Finał turnieju olimpijskiego w piłce siatkowej mężczyzn podczas XXX Letnich Igrzysk Olimpijskich w Londynie został rozegrany 12 sierpnia.
O złoto na Olimpiadzie walczyły reprezentacje Rosji oraz Brazylii.

## Rosja - Brazylia
Niedziela, 12 sierpnia 2012 – 13:00 (UTC+1) • Earls Court Exhibition Centre, Londyn
Widzów: 14500
Czas trwania meczu: 141 minut
Sędziowie: Bela Hobor (Węgry) i Akihiko Tano (Japonia)
| Rosja                   | 3:2                                                      | Brazylia                |
| Dmitrij Muserski 31 pkt | (19:25, 20:25, 29:27, 25:22, 15:9) raport P-2 raport P-3 | Wallace de Souza 27 pkt |

| Poz.            | Nr | Zawodnik            | 1           | 2           | 3           | 4           | 5           | Pkt |
| --------------- | -- | ------------------- | ----------- | ----------- | ----------- | ----------- | ----------- | --- |
| P               | 4  | Taras Chtiej        | 9 sześć     | 14 zmiana5  | 22 zmiana13 | 4 pusty     | 17 zmiana8  | 1   |
| R               | 5  | Siergiej Grankin    | 8 pięć      | 6 trzy      | 9 sześć     | 4 jeden     | 5 dwa       | 4   |
| P               | 8  | Siergiej Tietiuchin | 6 trzy      | 4 jeden     | 7 cztery    | 8 pięć      | 9 sześć     | 12  |
| Ś               | 13 | Dmitrij Muserski    | 4 jeden     | 8 pięć      | 6 trzy      | 7 cztery    | 8 pięć      | 31  |
| A               | 17 | Maksim Michajłow    | 5 dwa       | 9 sześć     | 4 jeden     | 5 dwa       | 6 trzy      | 17  |
| Ś               | 18 | Aleksandr Wołkow    | 7 cztery    | 5 dwa       | 8 pięć      | 9 sześć     | 4 jeden     | 6   |
| L               | 20 | Aleksiej Obmoczajew | L           | L           | L           | L           | L           |     |
| Zmiany          |    |                     |             |             |             |             |             |     |
| Ś               | 3  | Nikołaj Apalikow    |             | 22 zmiana13 | 5 dwa       | 6 trzy      | 7 cztery    | 6   |
| P               | 9  | Aleksandr Sokołow   | 17 zmiana8  |             | 17 zmiana8  | 4 pusty     | 4 pusty     |     |
| P               | 10 | Jurij Bierieżko     | 22 zmiana13 | 24 zmiana15 | 26 zmiana17 | 26 zmiana17 | 26 zmiana17 |     |
| R               | 12 | Aleksandr But'ko    | 14 zmiana5  | 26 zmiana17 |             | 4 pusty     | 4 pusty     | 2   |
| P               | 15 | Dmitrij Iljinych    | 13 zmiana4  | 7 cztery    |             | 4 pusty     | 4 pusty     | 2   |
| Trener          |    |                     |             |             |             |             |             |     |
| Władimir Alekno |    |                     |             |             |             |             |             |     |

| Poz.             | Nr | Zawodnik            | 1          | 2        | 3           | 4          | 5          | Pkt |
| ---------------- | -- | ------------------- | ---------- | -------- | ----------- | ---------- | ---------- | --- |
| R                | 1  | Bruno Rezende       | 9 sześć    | 4 jeden  | 9 sześć     | 6 trzy     | 9 sześć    | 3   |
| A                | 4  | Wallace de Souza    | 6 trzy     | 7 cztery | 6 trzy      | 9 sześć    | 6 trzy     | 27  |
| Ś                | 5  | Sidão               | 5 dwa      | 6 trzy   | 5 dwa       | 8 pięć     | 8 pięć     | 14  |
| P                | 8  | Murilo Endres       | 4 jeden    | 5 dwa    | 4 jeden     | 7 cztery   | 4 jeden    | 18  |
| Ś                | 16 | Lucas Saatkamp      | 8 pięć     | 9 sześć  | 8 pięć      | 5 dwa      | 5 dwa      | 9   |
| P                | 18 | Dante Amaral        | 7 cztery   | 8 pięć   | 7 cztery    | 4 pusty    | 7 cztery   | 5   |
| L                | 10 | Sérgio Dutra Santos | L          | L        | L           | L          | L          |     |
| Zmiany           |    |                     |            |          |             |            |            |     |
| P                | 7  | Giba                |            |          | 27 zmiana18 | 4 jeden    | 4 pusty    |     |
| P                | 11 | Thiago Alves        |            |          |             | 16 zmiana7 | 4 pusty    |     |
| Ś                | 14 | Rodrigão            | 10 zmiana1 |          | 10 zmiana1  | 10 zmiana1 | 10 zmiana1 | 1   |
| R                | 17 | Ricardo Garcia      |            |          |             | 13 zmiana4 | 4 pusty    |     |
| Trener           |    |                     |            |          |             |            |            |     |
| Bernardo Rezende |    |                     |            |          |             |            |            |     |

## Statystyki meczowe
| Rosja | STATYSTYKI        | Brazylia |
| 108   | MAŁE PUNKTY       | 108      |
| 62    | ATAK              | 59       |
| 15    | BLOK              | 10       |
| 4     | SERWIS            | 8        |
| 27    | BŁĘDY PRZECIWNIKA | 31       |

## Wyjściowe ustawienie drużyn
| Muserski Michajłow Tietiuchin Wołkow Grankin Chtiej Obmoczajew Murilo Sidão Wallace Dante Lucas Bruno Sérgio |